# Граф, Маргит
Ма́ргит Граф (нем. Margit Graf; род. 20 марта 1951, Миттербергхюттен, Зальцбург) — австрийская саночница, выступала за сборную Австрии в 1970-х годах. Участница двух зимних Олимпийских игр, обладательница бронзовых медалей чемпионатов мира и Европы, призёрша многих международных турниров и национальных первенств.

## Биография
Маргит Граф родилась 20 марта 1951 года в коммуне Миттербергхюттен, расположенной в федеральной земле Зальцбург. На международной арене дебютировала в возрасте семнадцати лет, на юниорском чемпионате Европы в Кёнигсзе финишировала девятой. В 1970 году впервые выступила на взрослом первенстве мира, но серьёзного результата тогда не добилась — заняла среди всех женских одиночек двадцать седьмое место. Два года спустя показала одиннадцатое время на очередном чемпионате Европы и благодаря череде удачных выступлений удостоилась права защищать честь страны на зимних Олимпийских играх 1972 года в Саппоро — расположилась здесь на шестнадцатой позиции.
В 1973 году была девятой на чемпионате Европы в Кёнигсзе и на чемпионате мира в Оберхофе, ещё через год заняла двенадцатое место на европейском первенстве в Куфштайне и на первенстве мира в Кёнигсзе. В сезоне 1975 года заметно улучшила свои результаты, на чемпионате Европы в итальянской Вальдаоре пришла к финишу восьмой, тогда как на чемпионате мира в шведском Хаммарстранде совсем немного не дотянула до призовых позиций, остановившись на пятой строке. Позже прошла квалификацию на домашние Олимпийские игры 1976 года, проходившие в Инсбруке. Преодолевала родную трассу весьма хорошо, шла близко к подиуму, тем не менее, в итоге вынуждена была довольствоваться шестым местом.
Несмотря на неудачи с двумя Олимпиадами, Граф осталась в основном составе национальной сборной и в сезоне 1977 года добилась большего, чем за всю предыдущую карьеру — выиграла бронзовые медали на чемпионате Европы в Кёнигсзе и на чемпионате мира в Игльсе. Вскоре после этих соревнований она приняла решение завершить карьеру профессиональной спортсменки, уступив место в сборной молодым австрийским саночницам.